# Coors Brewing Company
Coors Brewing Company – amerykański oddział spółki Molson Coors Brewing Company, powstałej 9 lutego 2005 roku, z połączenia spółek Coors i Molson, zajmujący się produkcją piwa. Główna siedziba oddziału mieści się w Golden w stanie Kolorado. Firma została założona w 1873 roku przez niemieckich imigrantów – Adolpha Coorsa i Jacoba Schuelera, biznesmenów z Denver. Schueler zainwestował w przedsiębiorstwo 18 000 dolarów, natomiast Coors – 2000. W 1880 roku Coors wykupił udziały swego partnera, stając się jedynym właścicielem spółki.